# Elisabeth von Bayern (1913–2005)

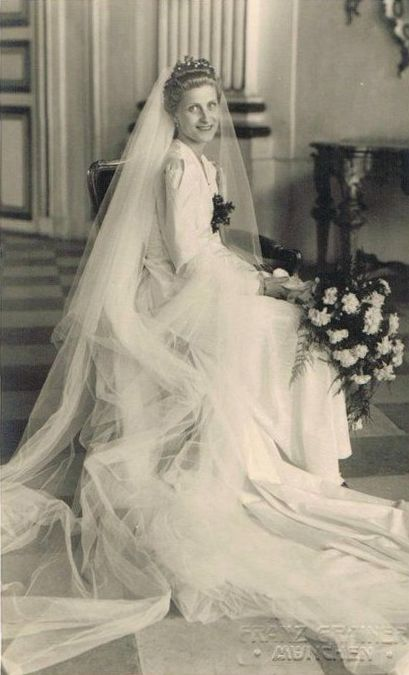

Elisabeth Maria Anna Henriette Josepha Sophie Amalia Ferdinanda Ludovika Antonia Theresia Kreszentia Alta Ghislaine von Bayern (* 10. Oktober 1913 in München; † 3. März 2005 ebendort) war eine königlich bayerische Prinzessin aus dem Haus Wittelsbach und Dame des St. Elisabethenordens sowie Ehrendame des bayerischen Theresienordens.

## Leben
Sie war Tochter des Prinzen Alfons von Bayern und seiner Frau Louise Victoire, die mütterlicherseits ebenfalls dem Haus Wittelsbach entstammte. Ihr älterer Bruder Joseph Clemens Prinz von Bayern (1902–1990) war Ehren-Großprior des St.-Georg-Ordens und bayerischer Kunsthistoriker.
Am 6. Mai 1939 heiratete sie im Schloss Nymphenburg den Oberleutnant Franz Joseph Graf von Kageneck (* 8. Januar 1915 in Berlin, gefallen am 29. Dezember 1941 in Stariza bei Kalinin, gegen die Kalininer Front). Zwei Wochen nach seinem Tod starb dessen Bruder, der Jagdflieger Erbo Graf von Kageneck, in Neapel. Ein jüngerer Bruder war der 2004 verstorbene Journalist August Graf von Kageneck. Alle waren sie Söhne des preußischen Generals und Flügeladjutanten des Kaisers, Karl von Kageneck (1871–1967).
Sie hatten drei Kinder:
- Hubertus Joseph Alphonse Carl Michael Maria Graf von Kageneck (* 10. August 1940), viermal verheiratet; zuletzt (⚭ 1994) mit Michaela Habsburg-Lothringen (* 1954 in Würzburg), einer Tochter Otto von Habsburgs[5]
- Michael Klemens Maria Graf von Kageneck (4. Dezember 1941–11. Oktober 2012), dreimal verheiratet, sechs Kinder
- Peter Graf von Kageneck (4. Dezember 1941–24. Juni 2009), verheiratet mit Brigitte von Sivers, drei Kinder

Nachdem ihr erster Ehemann 1941 gefallen war, heiratete sie am 9. Mai 1944 den Kaufmann Ernst Küstner (* 18. Juni 1920 in Hanau am Main) standesamtlich in Frankfurt an der Oder und am 6. Juni 1944 kirchlich in Garmisch-Partenkirchen. Am 13. August 1953 wurden sie in München geschieden. Sie hatten vier Kinder:
- Maria Anna Josephine Küstner (* 10. Juni 1943)
- Felicitas Küstner (* 23. Juni 1945)
- Christina Küstner (* 20. Dezember 1946)
- Gabriele Küstner (* 3. Januar 1948)

Mindestens 1975 bis 1984 wohnte sie in der Naumburger Str. 35 in München.
Das Grab der „Elisabeth Küstner | verw. Reichsgräfin von Kageneck | geb. kgl. Prinzessin von Bayern“ befindet sich im Kolumbarium von St. Michael (München).